# Acrotaphus jackiechani

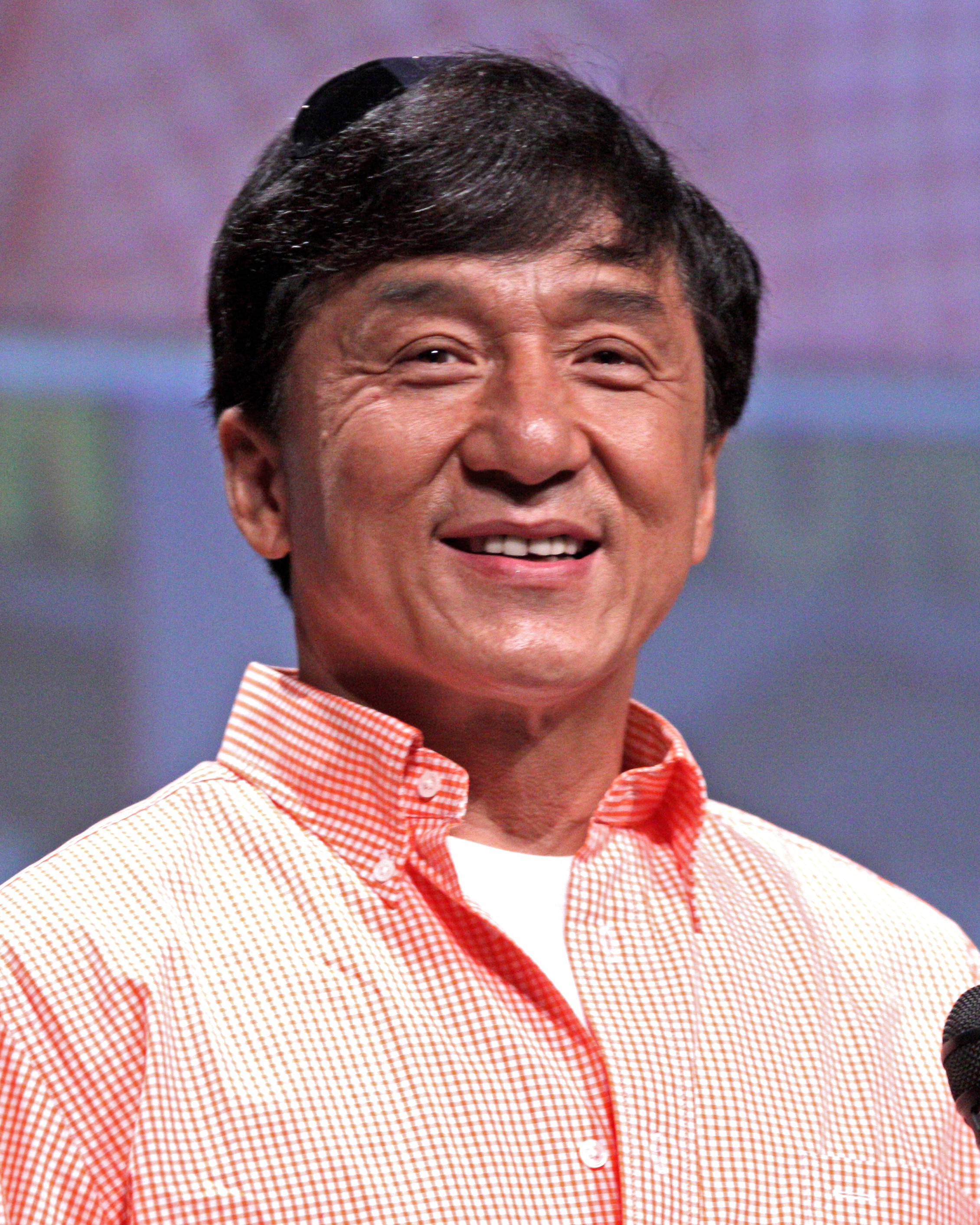
Джеки Чан, в честь которого назван вид

Acrotaphus jackiechani (лат.) — вид мелких перепончатокрылых наездников рода Acrotaphus из подсемейства Pimplinae (=Ephialtinae) семейства Ichneumonidae (Hymenoptera). Южная Америка: Бразилия, Эквадор, Французская Гвиана, Никарагуа и Перу.

## Этимология
Видовой эпитет A. jackiechani — это латинизированная форма имени Джеки Чана, китайского актёра и режиссёра нескольких фильмов, поклонником которых является первый автор открытия.

## Описание
Длина переднего крыла 13—16 мм. Этот вид можно отличить от всех других видов Acrotaphus по сочетанию следующих признаков: 1) край щёк вогнут (плоский у самцов) за глазами в дорсальном виде; 2) задние оцеллии отделены от глаз на 0,3—0,4 их диаметра. 3) мезосома оранжевая, пронотум полностью или только его передний край чёрный; 4) метасома оранжевая с тергитами V+ чёрными или оранжевыми с задним краем чёрным в тергитах II—III и тергитами VI+ чёрными; 5) задние ноги полностью чёрные, кроме оранжевого основания тазиков; 6) яйцеклад крепкий, в 1,2—1,5× длиннее задней голени. Переднее крыло длиной 10,0-12,0 мм. Жилкование: cu-a напротив основания Rs&M; 2 rs-m примерно 0,7—0,95× от длины абсциссы M между 2 rs-m и 2 m-cu; заднее крыло с абсциссой Cu 1 между M и cu-a. Лапка с базальной лопастью четырёхугольная, вершина коготка слегка заходит за задний край лопасти. Яйцеклад равен 1,4 от длины задних голеней. Биология неизвестна, предположительно как и близкие виды, паразитирует на членистоногих.
Acrotaphus jackiechani близко похож на вид A. latifasciatus (Cameron, 1911) в основном по окраске, но отличается от A. latifasciatus эпикнемиальным килем, присутствующим вентрально и простирающимся до уровня нижнего угла переднеспинки латерально (эпикнемиальный киль присутствует только вентрально, не простираясь латерально до уровня нижнего угла переднеспинки, у A. latifasciatus).